# ¡Abajo las armas!
¡Abajo las armas! (título original en alemán: Die Waffen nieder!) es una novela escrita por Bertha von Suttner, publicada en 1889. Es la obra más conocida de su autora, activista por la paz que recibió el Premio Nobel de la Paz en 1905. Fue publicada por el editor Edgar Pierson en Dresde. Alcanzó muy deprisa el éxito, debido a que trataba temas como la guerra, la paz o el papel de las mujeres en la sociedad. Tres años más tarde, se publicó en inglés como Lay Down Your Arms!, en italiano en 1897 como Abbasso le Armi!, y en español en 1905. Antes de 1905 la novela ya tenía un total de 37 ediciones en alemán. Ha sido traducido al menos a dieciséis lenguas, incluyendo finlandés, danés, noruego, sueco y checo.
Hasta la publicación de Sin novedad en el frente en 1929, ¡Abajo las armas! fue la obra literaria relacionada con la guerra más importante de lengua alemana. Von Suttner prefirió escribir una novela porque pensó que de esta manera lograría una audiencia más amplia.
Von Suttner también publicó una revista mensual denominada ¡Abajo las armas! En 1903 publicó una secuela titulada Marthas Kinder, que no alcanzó tanta popularidad como su predecesora.
Ha sido llevada al cine en dos ocasiones, en 1914 y en 1952.

## Argumento
La novela se desarrolla desde el punto de vista de la condesa austriaca Martha Althaus y sigue el trascurso de cuatro guerras. Durante la Segunda Guerra de la Independencia Italiana, con 19 años, Althaus pierde a su marido, el conde Arno Dotzky, y decide que está en contra de la guerra. Su segundo marido, el barón Friedrich von Tilling, comparte sus convicciones pacifistas incluso a pesar de que es un militar del ejército austriaco. Había luchado en la guerra de los Ducados junto a Prusia en 1864, y en la guerra austro-prusiana en 1866. Su padre, sus hermanas y su hermano mueren de cólera debido a la guerra. Tilling se retira del ejército para apoyar el activismo por la paz de su esposa. Durante la guerra franco-prusiana, Friedrich es fusilado en París por ser sospechoso de ser un espía prusiano. Rudolf, hijo de la protagonista y su primer marido, comienza a seguir los pasos de su madre.